# ハートブレイク・ステーション
『ハートブレイク・ステーション』（Heartbreak Station）は、アメリカ合衆国のヘヴィメタル・バンド、シンデレラが1990年に発表した3作目のスタジオ・アルバム。

## 背景
バンドの中心人物トム・キーファーは、本作の音作りに関して、前2作があまりにも作り込まれた音だと感じたため、より有機的でリアルなサウンドを目指したと説明している。タイトル曲および「ウィンズ・オブ・チェンジ」では、元レッド・ツェッペリンのジョン・ポール・ジョーンズがストリングス・アレンジで参加した。また、元ユーライア・ヒープのケン・ヘンズレーもゲスト参加している。

## 反響・評価
母国アメリカでは32週にわたりBillboard 200入りしたが、最高19位にとどまり、シンデレラのアルバムとしては初めて全米トップ10入りを逃す結果となった。全英アルバムチャートでは2週トップ100入りし、最高36位を記録した。一方、スイスのアルバム・チャートでは合計15週トップ40入りし、最高8位を記録して、同国では前作『ロング・コールド・ウィンター』（1988年）に続く2作目のトップ10アルバムとなった。
Stephen Thomas Erlewineはオールミュージックにおいて5点満点中4点を付け「ローリング・ストーンズやエアロスミスといったルーツに立ち返って、皮肉っぽく野卑なハードロック・アルバムを創造しており、以前の作品ほど売れなかったとはいえ、芸術的な意味では彼らの最高峰である」と評している。

## 収録曲
特記なき楽曲はトム・キーファー作。
1. ザ・モア・シングス・チェンジ - "The More Things Change" - 4:22
2. ラヴズ・ゴット・ミー・ドゥイン・タイム - "Love's Got Me Doin' Time" (Tom Keifer, Eric Brittingham) - 5:19
3. シェルター・ミー - "Shelter Me" - 4:47
4. ハートブレイク・ステーション - "Heartbreak Station" - 4:28
5. シック・フォー・ザ・キュア - "Sick for the Cure" - 4:00
6. ワン・フォー・ロック・アンド・ロール - "One for Rock and Roll" - 4:29
7. デッド・マンズ・ロード - "Dead Man's Road" - 6:38
8. メイク・ユア・オウン・ウェイ - "Make Your Own Way" - 4:15
9. エレクトリック・ラヴ - "Electric Love" - 5:23
10. ラヴ・ゴーン・バッド - "Love Gone Bad" - 4:20
11. ウィンズ・オブ・チェンジ - "Winds of Change" - 5:34

## 参加ミュージシャン
- トム・キーファー - ボーカル、ギター、12弦ギター、スライドギター、ドブロ・ギター、スティール・ギター、マンドリン、マンドセロ、ピアノ
- ジェフ・ラバー - ギター、スライドギター
- エリック・ブリッティンガム - ベース
- フレッド・コウリー - ドラムス、パーカッション

アディショナル・ミュージシャン
- ジェイ・レヴィン - ペダル・スティール・ギター(on #6)
- ロッド・ロディ - クラビネット(on #2)、ピアノ(on #3, #4)
- ケン・ヘンズレー - オルガン(on #5, #8, #9, #10)
- ブライアン・オニール - ピアノ、オルガン(on #5, #8)
- リック・クリニティ - キーボード(on #6, #7)
- ジョン・アヴァレーズ - シンセサイザー・プログラミング(on #9)
- ロイ・マクドナルド - シンセサイザー・プログラミング(on #11)
- バシリ・ジョンソン（英語版） - パーカッション(on #1, #2, #3, #6, #7, #9, #11)
- ジェイ・デヴィッドソン - サクソフォーン(on #1, #3, #10)、ピアノ(on #10)
- アンドリュー・ラヴ - サクソフォーン(on #2)
- デニス・ルエロ - バリトン・サクソフォーン(on #2)
- ウェイン・ジャクソン - トランペット(on #2)
- ジョン・ポール・ジョーンズ - ストリングス・アレンジ(on #4, #11)
- エレイン・フォスター、シャロン・フォスター、タラ・ペレリン - バッキング・ボーカル(on #3, #4)
- ブレンダ・キング、カーラ・ベンソン、カーティス・キング、イヴェット・ベントン、タワサ・アジー - バッキング・ボーカル(on #5, #8)
- エリック・トロイヤー - バッキング・ボーカル(on #10)